# Navidad Sangrienta en Chipre (1963)
Se denomina Navidad Sangrienta en Chipre a los incidentes intercomunales que se producen en Chipre a partir del 21 de diciembre de 1963 y se prolongan, esporádicamente y con menor intensidad, hasta el arribo de UNFICYP en marzo de 1964. Las tensiones y enfrentamientos son producto de disputas políticas en torno a la constitución de 1960 y de los resentimientos existentes entre las comunidades grecochipriota y turcochipriota en la isla.

## Antecedentes
El enfrentamiento intercomunal, enmarcado en prolongado conflicto de chipriota, se inició ante el descontento producido en los turcochipriotas por el intento, inconsulto, del Presidente constitucional Makarios de modificar la constitución de 1960. Las tratativas fueron hechas públicas el 30 de noviembre de 1963 constando de 13 puntos, los cuales hacían perder el equilibrio político, en favor de los grecochipriotas, que se había buscado con la firma de la carta magna. La constitución tenía un complejo sistema de gobierno bicomunal que impedía, o hacía muy lento, la normal toma de decisiones por parte de las autoridades. Las principales reformas que el presidente buscaba eran:
- Supresión del derecho de veto del Presidente y del Vicepresidente. Makarios ejemplificó la necesidad en que el Vice había vetado una decisión mayoritaria del Consejo de Ministros de que la estructura organizativa del ejército de Chipre debía ser sobre la base de unidades mixtas favoreciendo la constitución de unidades separadas.
- Supresión disposiciones constitucionales que requieren mayorías separadas para la promulgación de ciertas leyes por la Cámara de Representantes. El caso ejemplo fue el fracaso de la Cámara en promulgar una ley de impuestos sobre la renta.
- Establecimiento de municipios unificados, ya que la disposición constitucional para municipalidades comunales separadas en estas cinco ciudades principales había resultado impracticable. Una de las razones era que el presidente y el Vice no se pusieron de acuerdo sobre los límites.
- Las decisiones de Comisión Mixta del Servicio Público se tomarían por simple mayoría.
- Se debían modificar las proporciones de la representación griega y turca en el servicio público (entonces 70-30 %), las fuerzas de seguridad (entonces 70-30 %) y el ejército (entonces 60-40 %)  para alinearlos a la proporción de griegos y turcos en la población (entonces 81,14-18,86 %).
- La administración de justicia para ser unificada.
- Se quitaría la división de las fuerzas de seguridad en policía y gendarmería.
- El Presidente griego y el vicepresidente turco de la Cámara de Representantes debían ser elegidos por la Cámara en su conjunto.[2]

## Desarrollo
- Dìa 21 de diciembre de 1963: Los hechos violentos se iniciaron temprano en la madrugada. Siendo las 0210, una patrulla policial, en la calle Hermes, sobre el límite de los barrios turco y greco chipriotas de la parte antigua de la ciudad de Nicosia, solicita documentación a turcochipriotas quienes rechazan mostrarla. Ello provoca que una muchedumbre de unos 150 connacionales se agrupen en el lugar. Al poco tiempo se inicia un tiroteo inicialmente proveniente desde el lado turcochipriota con el resultado de dos civiles muertos de ese bando (un varón de 25 y una señora de 35),[3] A las 0320, se producen disparos a policías grecochipriotas en el lugar, hiriendo a uno de ellos.[3] A las 0950, una patrulla policial es atacada frente a liceo turcochipriota de Nicosia, resultado levemente heridos dos estudiantes.[3] A las 1015, un ómnibus con trabajadores grecochipriotas es atacado con armas de fuego en el mismo lugar.[3] Durante la mañana, un taxi que transportaba niños turcochipriotas recibe disparos en Lakatamia. En la Plaza Ataturk de Nicosia, una muchedumbre turcochipriota atacó un taxi, hizo descender a sus dos ocupantes, los golpeó y apuñaló a uno de ellos.[3]

El resultado de los incidentes en el día, aproximadamente doce hechos, son dos muertos y ocho heridos. En Nicosia no hubo actividad comercial esa jornada. El presidente Makarios ordenó el despliegue policial buscando evitar que los hechos escales y se reunió con el vicepresidente y líder turcochipriota Fazıl Küçük para llamar a la calma. La convocatoria de ambos líderes fue infructuosa ya que los incidentes se propagaron al resto de la isla.
- Día 23 de diciembre: Se iniciaron enfrentamientos en Lárnaca que duraron hasta el 28 cuando un contingente británico comenzó a patrullar la localidad.[4]
- Día 24 de diciembre: Turcochipriotas atacaron el barrio grecochipriota de Omorphita de Nicosia. Otros incidentes se registraron en Famagusta y Kyrenia.[4] Ataques por parte de irregulares grecochipriotas sucedieron en Mathlati el 23 de diciembre y Ayios Vasilios el 24.[5]

Una circunstancia especialmente relevante por su repercusión en la comunidad turcochipriota tuvo lugar en esos días. El 24 de diciembre, la familia del Mayor Médico Nihat 0lhan, al servicio de las tropas turcas en la isla, es atacada en su casa mientras Olhan estaba fuera de ella. Son asesinados su señora y sus tres hijos en el baño.
La situación inquietó a las potencias garantes de la independencia de Chipre (Grecia, Turquía y Gran Bretaña), fundamentalmente a Gran Bretaña que temía por la seguridad de sus conciudadanos y de sus Bases Soberanas. El 24, el contingente del ejército turco estacionado en la isla como garantía de los acuerdos de 1960, KTKA, abandonó su cuartel y se estacionó en los sectores turcochipriotas al norte de Nicosia. Lo mismo hizo el ELDYK (contingente griego). Al día siguiente se reportaron sobrevuelos turcos sobre la isla.
- Día 26 de diciembre: Otro serio enfrentamiento tuvo lugar en el paso de Kyrenia, cuando un contingente grecochipriota con oficiales griegos quisieron controlarlo y fueron enfrentados por turcochipriotas de Agirda.[5] Turquía despliega tropas en la frontera con Grecia.[4]
- Día 27 de diciembre. Makarios aceptó la intervención de las potencias garantes. Las mismas aportarían una fuerza tripartita bajo el comando del Mayor General Británico Peter Young, oficial Británico a cargo del Distrito de Chipre. Su segundo sería el Capitán de Grupo Campbell, comandante de la RAF Nicosia , quién tendría la responsabilidad de enlazar con los jefes de los contingentes griego y turco en la isla.,[4] Los aportes griego y turco no se concretaron. Esa tarde, la  Fuerza Conjunta de la Tregua (Joint Truce Force), nombre que se le dio a ese contingente, comienza su despliegue. De esa manera, la situación fue progresivamente controlada.[4]
- Día 29 de diciembre. Se acuerda un cese al fuego.[1] Por un acuerdo intercomunal patrocinado por los británicos, se inicia la liberación de rehenes tomados por ambas partes.[4] Entre el 21 y 31 de diciembre de 1963, 133 turcochipriotas fueron muertos.[7]
- Día 30 de diciembre. Se acuerda crear una zona neutral a lo largo de la línea al cese al fuego entre las áreas ocupadas por las dos comunidades en Nicosia. Esta zona sería patrullada por la Fuerza Conjunta de la Tregua pero ello solo se llevó a cabo solo por el contingente británico.[1]
- 4 de enero de 1964. El General Young estableció su puesto comando en el hotel Cornaro, a las afueras de la ciudad. Su fuerza contaba con varios jeeps, veinte vehículos blindados y cuatro helicópteros. Su área de responsabilidad era toda la isla pero con esfuerzo principal en las villas mixtas y las turcochipriotas.[4]
- Día 21 de enero. La policía turcochipriota atacó a miembros de la Fuerza Conjunta de la Tregua cuando escoltaban a dos policías grecochipriotas que iban a investigar una pérdida de agua.[4]
- Día 14 de febrero. En el mes de febrero de 1964 se reanudaron los enfrentamientos armados con nuevas muertes. El 14, el cese al fuego fue roto en Limassol. Eso motivó que los británicos reestructuren su fuerza. El General Young fue replegado a su base soberana y reemplazado por el Mayor General Michael Carver el día 19. El general llegó a la isla junto al comando de la 3.ª División de Infantería perteneciente a la reserva estratégica de Gran Bretaña elevando así, el número de tropas a su disposición a 7.000. Asimismo, se crearon dos comandos zonales, uno para el control en el este y otro del oeste de Chipre, disminuyendo así el tiempo de reacción.

En la aldea de Prodromi, a poca distancia al oeste de Polis, las fuerzas grecochipriotas atacaron a los turcochipriotas que se negaron a entregar sus armas. Esto provocó que unas quinientas personas deban buscar refugio en Polis donde fueron sitiados en la escuela secundaria turcochipriota. Esta situación se mantuvo hasta 1968.
- Día 15 de febrero. Milicias grecochipriotas capturaron a tres policías turcochipriotas desarmados que se encontraban en un auto y son llevados a Lárnaca. La mañana siguiente fueron entregados a los británicos.[4]
- Día 27 de marzo. UNIFICYP fue declarada operacional. Los incidentes intercomunales habían ido decreciendo paulatinamente.[1]

## Controversias sobre el análisis de los hechos
- De acuerdo a lo publicado en el periódico local de idioma inglés Cyprus Mail del día siguiente al inicio de los incidentes, los grecochipriotas consideraban que su origen se debió a la resistencia de los turcochipriotas a someterse a un control de rutina policial. La contraparte consideró que los hechos se iniciaron intencionalmente por la denominada por la Rama Especial de la Policía del Ministerio del Interior, constituida por antiguos miembros de la EOKA.[3]
- El Comité Ejecutivo de la Cámara Comunal Turca hizo declaraciones públicas con su propia versión de los hechos. Entre ellas se destaca que la policía intentó registras a mujeres provenientes de otras localidades, las cuales se negaron y solicitaros ser enviadas a la estación policial y ser registradas por mujeres. En ese momento se juntaron en el lugar unos veinte turcochipriotas por lo que la policía abrió fuego sobre los civiles matando a dos. Asimismo negó que en el hecho fuera herido un policía y que hubiera sucedido el hecho frente al liceo turcochipriota u otros imputados a su comunidad.[3]
- Según publica Elias Hazou, en su artículo publicado en el periódico Cyprus Mail resumiendo la visión actual de las comunidades de lo sucedido en 1963, hacer “un análisis histórico del período antes, durante y después es como andar por un campo minado. La narrativa dominante en el lado grecochipriota ha sido que en 1963 los turcochipriotas montaron una insurrección, efectivamente secesión / retirada de la República que trataron de socavar. La narrativa oficial turco-chipriota sostiene que los griegos, mayoría en la isla, nunca los consideraron como socios iguales y provocaron el conflicto intentando desechar la Constitución de 1960: eran las víctimas que reaccionaban a la violencia iniciada por los griegos.”[7]

## Consecuencias
- De acuerdo a los informes de Naciones Unidas, la violencia provocó migraciones internas en el país. Pobladores turcochipriotas debieron abandonar algunas de las villas de población mixtas u otras de tamaño menor hacia localidades donde su nacionalidad era mayoría, fundamentalmente hacia el norte de Nicosia. Eso generó una crisis en el sistema alimentario, de salud y habitacional. En los alrededores de Nicosia de montaron tres campos de refugiados de 1500 personas cada uno donde los desplazados debían vivir en carpas.[9] Al inicio del mandato de UNFICYP, esta fuerza desarrolló un censo de los daños provocados por los incidentes de Navidad, incluyendo los enfrentamientos en los alrededores de Kokkina de agosto de 1964. El informe reportó que en 109 aldeas, la mayoría turcochipriotas o mixtas, 527 casas habían sido destruidas, mientras que otras 2.000 sufrieron  daños por saqueos. En el suburbio de Nicosia de Omorphita, 50 casas fueron totalmente destruidas, mientras que otras 240 lo fueron parcialmente. En Ktima, 38 casas y negocios fueron destruidos totalmente y 122 parcialmente.[10]
- De diciembre de 1963 a fines de agosto de 1964, 72 villas mixtas fueron evacuadas por los turcochipriotas y 24 millas únicamente habitadas por esa etnia fueron abandonadas. Otras estadísticas de Naciones Unidas estimaban que 25.000 refugiados, de los cuales 21.000 pasaron a villas turcochipriotas y el resto se establecieron en campos de refugiados.[11]
- Con motivo de los enfrentamientos, se trazó en Nicosia la Línea Verde que separó a ambas comunidades.[11] La misma entró en vigor el 30 de diciembre y consistiría en una zona neutral que sería patrullada por una Fuerza Conjunta de la Tregua[1]
- La comunidad turcochipriota abandona definitivamente los cargos bicomunales creados por la constitución de 1960.[1]

## Lectura Complementaria
- Report by the Secretary General to the Security Council on the United Nations Operation in Cyprus , for the period 26 april to 8 june 1964. Documento S/5764. Publicado el 15 de junio de 1964. Este informe detalla la situación social y económica en la isla al arribo de la misión de paz.

- Orden de batalla de la Joint Truce Force. Disponible en

- Hazou, Elías. Bloody Christmas of 1963 in Cyprus in the light of American Documents. Disponible en inglés en .

- Capt Peter Singlehurst. The man who drew the Green Line. Revista Blue Beret May-Jun 2013. Idioma inglés. Disponible en

## Archivo multimedia
Video del Museo del Barbarismo , montado en la casa del entonces Mayor Médico Nihat 0lhan.